# Zisk
Zisk je v ekonomii rozdíl mezi výnosy a náklady, tedy rozdíl mezi prodejem zboží (či služeb) a vynaloženými náklady. Dosahování zisku je hlavním cílem podnikání a jednou ze základních charakteristik kapitalismu. Z ekonomického hlediska jsou různé typy zisku, například zisk před zdaněním (rozdíl výnosů a nákladů firmy) nebo zisk po zdanění (tj. čistý zisk), ze kterého se vyplácí třeba dividenda. Při výpočtu zisku v procentech jde o marži (prodejní cena představuje základ 100 %), a proto nemůže překročit hranici 100 % (na rozdíl od obchodní přirážky, kde je základem pro výpočet nákupní cena a hranici 100 % překročit může).
V prostředí volného trhu platí, že kdo nejlépe uspokojuje přání zákazníků, má největší zisk, ve smíšené ekonomice to ovšem platit nemusí. V prostředí volného trhu je zisk společnosti či vytvořené bohatství ukazatelem ekonomické prospěšnosti dané firmy či jedince.

## Rozdělení zisku podle typu
V odborné terminologii rozlišujeme ekonomický zisk a účetní zisk (viz níže). Kromě toho hovoříme o hrubém a čistém zisku. Hrubý zisk je rozdíl mezi příjmy z tržeb (za výrobky nebo služby) a provozními náklady na jejich dosažení, žádné další náklady nebo daně se neodčítají. Čistý zisk je pak hrubý zisk snížený o další náklady a zdanění.

### Účetní zisk
V účetnictví se za zisk považuje kladný výsledek hospodaření, záporný výsledek hospodaření je ztráta. Zjednodušeně lze říci, že tomu odpovídá rozdíl mezi náklady a výnosy.
Je to rozdíl mezi celkovým příjmem TR a celkovými explicitními náklady TexC („tržby – náklady“). Zisk je definován jako kladný rozdíl výnosů a nákladů, které spolu věcně a časově souvisí a jsou v souladu s platnou legislativou. Pokud použijeme všechny náklady a výnosy společnosti, které byly vynaloženy v daném účetním období, pak je výsledkem zisk po zdanění neboli čistý zisk. V účetnictví je zisk vykázán ve výkazu zisku a ztráty (výsledovce). Pokud zvolíme pro klasifikaci druhů zisků výkaz zisku a ztráty v druhovém členění, můžeme za zisk považovat zejména tyto ukazatele:
- GM – gross margin – hrubé rozpětí – obchodní marže – jako rozdíl položek tržby za prodej zboží a náklady vynaložené na prodané zboží
- přidaná hodnota – jedná se o dílčí výsledek, který se vyskytuje ve výkazu zisku a ztráty. Jde o hodnotu přidanou k hodnotě vstupů jejich zpracováním v podniku. Vypočítá se jako součet obchodní marže a výkonů, od kterého odečteme výkonovou spotřebu.
- hospodářský výsledek z provozní činnosti – je tvořen rozdílem provozních výnosů a provozních nákladů. Ve výkaze zisku a ztráty je dán součtem přidané hodnoty a ostatních provozních výnosů, od kterého jsou odečteny ostatní provozní náklady. U výrobního podniku jsou jeho podstatnými položkami výkony a výkonová spotřeba, u obchodního podniku pak především položka obchodní marže.
- hospodářský výsledek z finančních operací – je tvořen rozdílem mezi finančními výnosy a finančními náklady
- hospodářský výsledek z mimořádné činnosti – je tvořen rozdílem mezi mimořádnými výnosy a mimořádnými náklady, které vznikají v důsledku operací, jež podnik provádí nepravidelně (nahodile, mimořádně) a týkají se např. mank a přebytků na majetku, škod v důsledku živelních pohrom apod. Je do něj také připočítávána daň z příjmů z mimořádné činnosti.
- hospodářský výsledek za běžnou činnost – jako běžnou činnost chápeme takovou činnost podniku, která není mimořádná. Jedná se tedy o součet hospodářského výsledku z provozní a finanční činnosti, od kterého je odečtena daň z příjmu za běžnou činnost.
- hospodářský výsledek za účetní období – je dán součtem hospodářského výsledku za běžnou činnost a mimořádného hospodářského výsledku.
- hospodářský výsledek před zdaněním – je dán součtem položek daní z příjmů (z běžné činnosti a mimořádné činnosti) a hospodářského výsledku za účetní období

Pro finanční analýzu a zejména pro hodnocení rentability podniku je někdy výhodné konstruovat ukazatele zisku tak, abychom z analýzy vyloučili nahodilé jevy, které mohou vést ke zkreslení výsledného hodnocení. Tyto ukazatele má smysl konstruovat pouze v případě, že jejich vliv na čistý zisk je podstatný. Může se jednat např. o zisk z prodeje dlouhodobého hmotného majetku konstruovaný jako rozdíl mezi prodejní cenou a zůstatkovou hodnotou prodaného majetku, zisk z prodeje dlouhodobých cenných papírů apod.
V současné době se používají modifikace zisku založené na přičítání nákladových položek k čistému zisku. Jedná se zejména o tyto ukazatele:
EBITDA
earnings before interest, taxes, depreciation, and amortization
zisk před úroky, odpisy a zdaněním
EBITA
earnings before interest, taxes, and amotization
zisk před úroky, odpisy goodwillu a zdaněním
EBIT
earnings before interest and taxes
zisk před úroky a zdaněním
EBT
earnings before taxes
zisk před zdaněním
EAT
earnings after taxes
zisk po zdanění
Pokud bychom chtěli tyto ukazatele určit z našeho výkazu zisků a ztráty, pak musíme postupovat takto:
```
Hospodářský výsledek za účetní období (EAT)
+ daň z příjmů 
= zisk před zdaněním (EBT)
+ Nákladové úroky 
= zisk před úroky a zdaněním (EBIT)
+ odpisy
= zisk před úroky, odpisy a zdaněním (EBITDA)
```

### Ekonomický zisk
V ekonomické teorii se mezi náklady počítají i takzvané náklady obětované příležitosti (též nazývané implicitní náklady). Jedná se o výnos, který by ekonomický subjekt (firma, spotřebitel) získal, kdyby úsilí věnoval jiné činnosti, která poskytuje nejvyšší výnos.
Firma vlastní 100 000 Kč v hotovosti a bude se rozhodovat, zda je použít na nákup stroje. Explicitním nákladem nákupu stroje bude jeho nákupní cena – 100 000 Kč. Implicitním nákladem (n. obětovaným příležitosti) bude úrok, který firma nezíská, protože použité peníze neuloží do banky (mohlo by se jednat třeba o 8000 Kč ročně při úrokové sazbě 8 % p.a.).
Podle tohoto postupu pak definujeme ekonomický zisk, který je rozdílem mezi celkovým příjmem (výnosem) a ekonomickými náklady. Často se lze setkat s tvrzením, že firmy dosahují nulového ekonomického zisku. To neznamená, že by podnikatel strádal, neměl vůbec žádný zisk (účetní zisk), ale že dosahuje právě takového zisku, kterého by dosahoval, kdyby se věnoval své nejvýhodnější alternativě (např. podnikal v jiném oboru).

## Chování firmy
- Zastavení činnosti firmy – když příjem nepokryje variabilní náklady (VC)
- Odchod firmy z trhu – když příjem již delší dobu nepokrývá celkové náklady, tj. FC a VC
- Rovnováha firmy – nastane, když se mezní náklady MC rovnají meznímu příjmu MR

## Dělení zisku
Vypočítaný čistý zisk je nezbytné určitým způsobem rozdělit. Musí se z něj odvést daň z příjmů (u FO 15%, PO 19%) Předem stanovená část musí být přidělena do rezervního fondu, a to v případě pokud tento fond nedosáhl zákonem stanovené výše. Teprve ta část zisku, která zbude, se přidělí do ostatních fondů (např. FKSP); dále může být jeho část rozdělena mezi akcionáře formou přiznaných dividend, mezi družstevníky a společníky formou přiznaných podílů na zisku, nebo použita k navýšení základního kapitálu.